# Sandycove
Sandycove (Cuas an Ghainimh in gaelico irlandese) è una cittadina dell'Irlanda situata a 9 km da Dublino, sulla costa orientale.

## Monumenti e luoghi d'interesse

### Torre di James Joyce

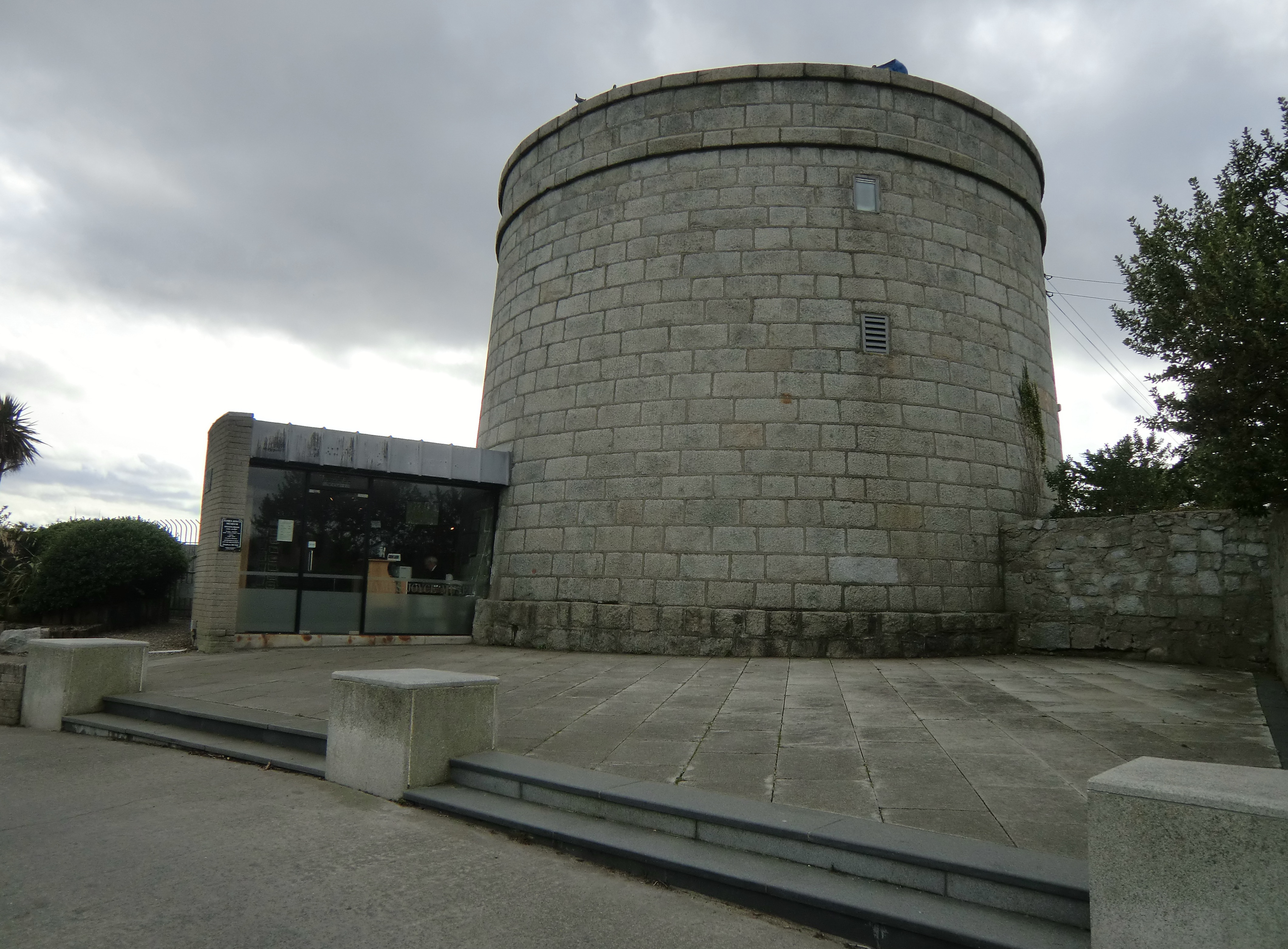
La Torre di James Joyce

Il luogo è famoso per la "Torre di James Joyce" una delle ventisei torri martello costruite dagli inglesi per difendere l'Irlanda da una probabile invasione francese. I francesi però non sbarcarono mai in Irlanda e molti anni dopo la British War Department decide di affittare la torre. Il primo a prenderla in affitto fu lo scrittore irlandese Gogarty che decise di invitare molti letterari del tempo, tra cui anche James Joyce. Joyce accettò l'invito, in quel periodo però aveva già scritto un'opera (The Holy Office) in cui aveva parlato male di molti scrittori irlandesi, compreso Gogarty (che era uno studente di medicina e sognava di diventare uno scrittore famoso). Gogarty decise di vendicarsi, durante la notte sparò alcuni colpi contro Joyce dicendo poi di aver avuto un sogno in cui una pantera tentava di assalirlo e che gli spari non erano rivolti a Joyce ma alla pantera del suo sogno. Joyce rimase miracolosamente illeso, gli spari colpirono il muro sopra di lui, il poeta decise così di lasciare la torre.

È proprio in questa torre che James Joyce ebbe l'ispirazione per scrivere l'Ulisse ed è qui che è ambientato il primo capitolo del libro.